# Taxe sur les surfaces commerciales
Pour les articles homonymes, voir Taca.
La taxe sur les surfaces commerciales (TASCOM) est un impôt français. Elle remplace l'ancienne taxe d'aide au commerce et à l'artisanat (Taca).
La taxe est due par les établissements commerciaux permanents, quels que soient les produits vendus au détail, situés en France (départements d'outre-mer compris), qui cumulent les caractéristiques suivantes :
- leur chiffre d'affaires annuel (CAHT imposable de l'année précédente) est supérieur ou égal à 460 000 € hors taxes ;
- leur surface de vente dépasse 400 m².

La Taca était régie par la loi du 13 juillet 1972 no 72-657 et le décret du 26 janvier 1995 no 95-85. La Loi de modernisation de l'économie du 4 août 2008, à l'origine de la TASCOM, en a modifié son seuil d'exigibilité en le remontant de 1500 à 3000€/m² et en incluant les commerces de moins de 400 m² dans les centres commerciaux.
Le montant de l'impôt est proportionnel à la surface de vente.
L'exigibilité n'est pas en fonction du chiffre d'affaires au mètre carré, mais découle d'un chiffre d'affaires annuel supérieur à 460 000 € ht et d'une surface commerciale de plus de 400 m2.
La loi portant réforme de la taxe professionnelle affecte, à compter de 2011, cette taxe aux communes et aux établissements publics de coopération intercommunale. Ces derniers disposeront d'ailleurs, en 2012, d'une faculté de modulation du taux.
La TASCOM a rapporté environ 774 millions d'euros aux collectivités en 2018, perçus intégralement par les communes et les intercommunalités.